# قرار مجلس الأمن التابع للأمم المتحدة رقم 705
قرار مجلس الأمن التابع للأمم المتحدة رقم 705، الذي اتخذ بالإجماع في 15 أغسطس 1991، بعد النظر في مذكرة من الأمين العام، قرر المجلس ألا تتجاوز التعويضات التي يدفعها العراق إلى لجنة الأمم المتحدة للتعويضات الناشئة عن القرار 687 (1991) 30 في المائة من القيمة السنوية لصادراته من النفط والمنتجات النفطية.
وقد سمح القرار، الذي صدر بموجب الفصل السابع من ميثاق الأمم المتحدة، للعراق بتصدير النفط مقابل الحصول على مساعدات إنسانية، غير أن هذا القرار، إلى جانب القرار رقم 712، قد رفضه العراق في البداية. تم حظر صادرات النفط من العراق بعد غزوه للكويت في 2 أغسطس 1990.

## وصلات خارجية
- نص القرار على undocs.org